# Пісня

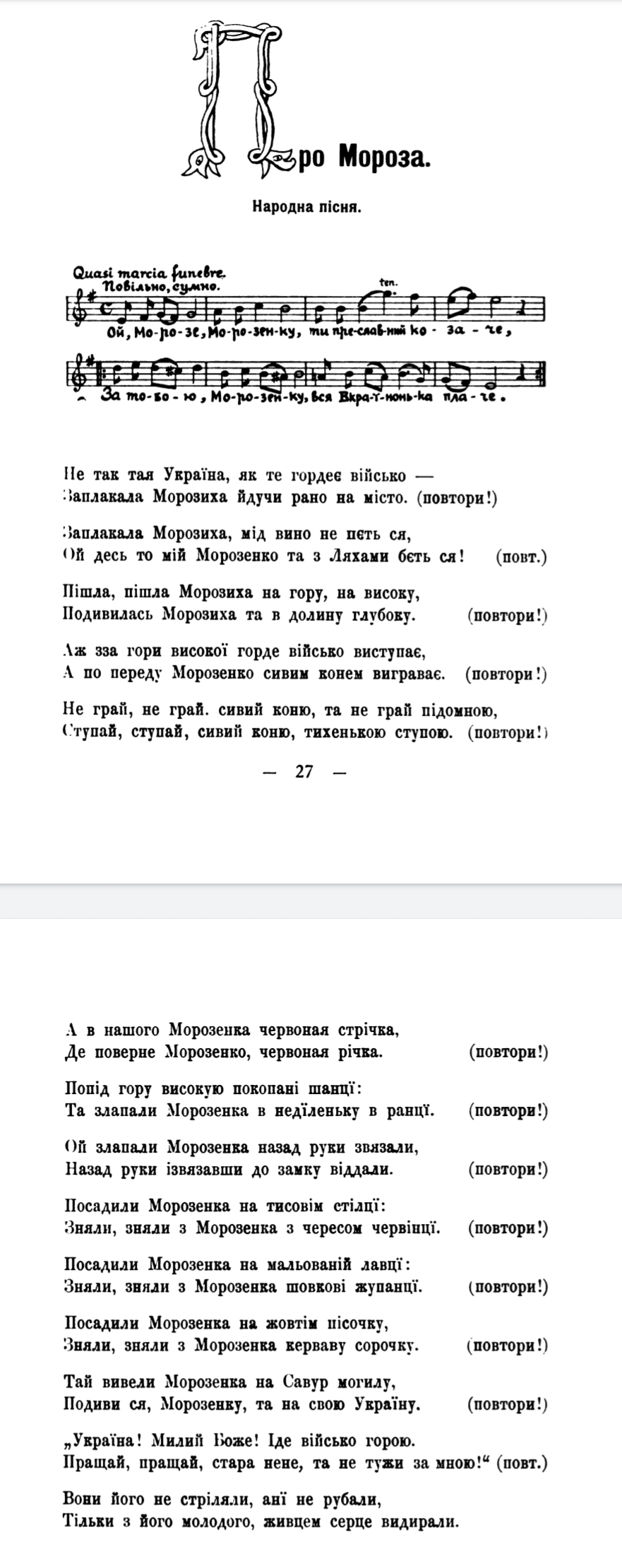
Українська народна пісня «Ой Морозе, Морозенку» («Пісня про Морозенка») з віденського видання 1916 року.

Пі́сня, співа́нка — словесно-музичний твір, призначений для співу.
Основні показники пісні як жанру лірики — строфічна будова, повторюваність віршів строфи, розмежування заспіву та приспіву (рефрен), виразна ритмізація, музичність звучання, синтаксичний паралелізм, проста синтаксична будова.
Найдавніший, традиційний різновид лірики користується найрізноманітнішими мовними засобами, передає найтонші переживання.
Розрізняють фольклорну пісню: як жанр писемної поезії та як самостійний вокально-музичний твір.

## Жанри пісень
За жанрами фольклорні пісні бувають: трудові, обрядові, календарні (колядки, щедрівки, веснянки, русальні, купальські, обжинкові), колискові, весільні, похоронні, історичні, баладні, коломийки.

### Історія жанру
В античні часи пісня була важливим компонентом обрядів: її текст виконувався під музичний акомпанемент, супроводжувався танко́м чи пантомімою. Еллінські поети створили кілька різновидів пісні: елегія, гімн, культова пісня, застольна пісня, похвальна пісня, пісня про кохання. З часом деякі з них стали самостійними жанровими різновидами лірики (елегія, ода).
Тісно пов'язана з музикою середньовічна пісня — канцона, альба, рондо, серенада, балада — творцями якої були трувери, трубадури, мінезингери. У середньовічній літературі піснею називали також епічні твори про історичних або легендарних осіб («Пісня про Роланда»).
У другій половині XVIII століття всередині пісенних жанрів кристалізується пісня-романс із супроводом клавішного інструменту. Пісенні форми займають значне місце в опері XVIII століття та інших музично-драматичних жанрах. У період Великої французької революції складається жанр масової революційної пісні. У цю пору виникають такі пісні, як «Марсельєза» та «Са іра́» (фр. Ça ira), що стали художніми символами визвольної боротьби народу.
У XIX столітті з загальним розквітом ліричних форм мистецтва, а також зі зростанням інтересу до фольклору, пісенні жанри інтенсивно розвиваються розділившись на власне пісню та романс. Границю між ними встановити складно. Проте, як правило, пісня відрізняється більш узагальнюючим характером мелодії, яка може іноді виконуватись з іншим текстом. Серед видатних композиторів XIX століття, що працювали у жанрі пісні, — Ф. Шуберт, Й. Брамс, Ж. Бізе, Дж. Россіні, Дж. Верді, М. Глінка, П. Чайковський, С. Рахманінов та інші.
Паралельно з творчістю професійних композиторів, розвивається пісенна традиція, представлена поетами, які самі складали мелодії для своїх пісень і самі їх виконували. Всесвітньо відомими стали пісні французьких поетів-шансоньє, таких як П.-Ж. Беранже та Е. Потьє.
На початку XX століття в ряді країн спостерігається підйом революційної робітничої пісні, серед яких — «Інтернаціонал». Вона стала основою розвитку масової радянської пісні, що стала одним із найголовніших жанрів радянського музичного мистецтва.
Серед українських композиторів першої половини XX століття, що працювали в жанрі пісні, — Л. М. Ревуцький, «Пісня» Я. Степового, «Пісня кохання» Б. Буєвського, «Пісня про невідкриті острови» І. Шамо та ін. У 1970-х — 1980-х роках у жанрі пісні плідно працювали Платон та Георгій Майборода, Олександр Білаш, Іван Карабиць та інші.
Разом з тим у країнах Європи та США розвиток естрадної пісні був пов'язаний з мистецтвом джазу. З кінця 1940-х років у ряді країн відроджуються традиції «шансоньє» — співаків, які самі створюють мелодії, а найчастіше й слова своїх пісень (Жорж Брассанс, Шарль Азнавур у Франції, Булат Окуджава в СРСР та інші). У повоєнні роки пісня поступово стає основною музичною формою популярної музики.

### Жанр пісні в популярній музиці
У сучасній популярній музиці пісня стає найпоширенішою музичною формою. Більшість сучасних пісень пишуться в куплетній формі або в простій двочастинній формі, що в популярній музиці називається 32-тактовою формою, або формою aaba. Куплетна форма містить від трьох до п'яти різних секцій, які розташовуються приблизно в такому порядку:
1. Вступ
2. Куплет
3. Приспів (рефрен)
4. Куплет
5. Приспів (рефрен)
6. Інструментальний програш
7. Повторення приспіву

Зазначена форма є найпоширенішою в сучасній популярній музиці, зокрема в таких напрямах, як хіп-хоп, рок, та більшості інших напрямів. Кількість куплетів може варіюватись незначною мірою. Деякі пісні можуть складатися лише з однієї секції, що декілька разів повторюється з незначними варіаціями. Популярні пісні мають також свої особливості римування. Часто зустрічається схема ABAC ABAD.

## Пісня як жанр літератури
Уже в античну добу помітне поступове звільнення пісні від музики — з часом пісня стає самостійним літературним жанром («Карміна» Горація, «Пісня про Гаявату» Генрі Лонгфелло, «Пісня радості» В. Вітмена, «Пісня» Р. Брука та ін.). Часто письменники всіх країн і епох звертаються у своїй творчості до фольклорних пісень — особливо популярною стала стилізація народної пісні в епоху романтизму (П.-Ж. Беранже, Г. Гейне, Р. Бернс, А. Міцкевич, В. Жуковський, А. Метлинський, Л. Боровиковський, ранній Т. Шевченко). З іншого боку, багато пісень ліричних, написаних поетами, стають народними («Віють вітри…» І. Котляревського, «Дивлюсь я на небо» М. Петренка, «Повій, вітре, на Вкраїну» С. Руданського, «Реве та стогне Дніпр широкий», «Садок вишневий коло хати» Т. Шевченка, «Чуєш, брате мій…» Б. Лепкого, «Пісня про рушник» А. Малишка та інші). Іноді термін пісня використовують у значенні глави або розділу епічної поеми, епічного твору («Лис Микита» І. Франка складається з дванадцяти пісень).